# 朝鮮弁護士
『朝鮮弁護士』（ちょうせんべんごし）は、2023年3月31日から2023年5月20日まで放送された韓国・MBCの金曜・土曜ドラマ。朝鮮王朝時代の弁護士である外知部（외지부、ウェジブ）と、身分を隠した先王の王女が「法の力」で民を助ける法廷ロマンス。
日本での放送は、2023年7月25日にKNTVにて第1話を先行放送。8月より同チャンネルで本放送がスタートした。2025年4月1日よりU-NEXTにて配信がスタートした。
2025年5月からは『朝鮮弁護士カン・ハンス 誓いの法典』のタイトルで、NHK BSP4K / NHK BSで60分、全17回で放送。。

## あらすじ
朝鮮王朝時代の外知部(ウェジブ：弁護士)であるカン・ハンス（ウ・ドファン）は、張(チャン)家商団の横暴によって梅酒の商売ができなくなったパク氏と契約して訴訟を起こし、勝訴する。一方、亡き先王の王女、イ・ヨンジュ（キム・ジヨン／ボナ）は、王女であることをを隠してソウォンと名乗り、街でソウォン閣という施設を営みながら、貧しい者たちの手助けをしていたが、ヨンジュもその様子を見かける。金儲けにこだわるハンスに当初は嫌悪感を抱いたヨンジュだったが、次第にハンスに興味を持つ。

## 出演
NHK『朝鮮弁護士カン・ハンス 誓いの法典』出演者・キャストほかを参考。（）は日本語吹替え版の声優。

### 主要人物
- カン･ハンス：ウ・ドファン（声：松岡禎丞）

外知部(ウェジブ：弁護士)。幼なじみのドンチと共に訴訟を請け負うと、巧みな弁舌と手法で勝訴をもたらす。実は両親を理不尽に殺した者への復讐を心に秘めている。
- イ・ヨンジュ／ソウォン ：キム・ジヨン／ボナ（声：明坂聡美）

王女。亡き先王の娘。国王イ・ヒョルのいとこ。王女であることを隠してソウォンという名でソウォン閣という旅閣(ヨガク：商人のための利便施設)を営みながら、貧しい者たちの手助けをしている。
- ユ・ジソン：チャ・ハギョン（声：沢城千春）

院相(ウォンサン)のユ・ジェセの息子。先王が存命のとき王女ヨンジュの婚約者になったが、先王の死により婚約は破棄になっていた。漢城府(ハンソンブ)の判尹(パンユン：長官)に就任する。父と違って公平で、ヨンジュ王女のために、判尹としての自分を使ってほしいと申し出る。

### 朝廷
- ユ・ジェセ：チョン・ホジン（声：及川いぞう）

院相（ウォンサン：幼い王を補佐する臨時官職）。領議政（ヨンイジョン）。最大派閥、勲旧(フング)派の首長。
- チェ・スヨン：ナム・ギョンウプ（声：早川毅）

左議政（チャイジョン）。
- イム・サンホ：チェ・ビョンモ（声：山本兼平）

右議政（ウイジョン）。
- ウォン・デハン：イ・ジェウン（声：松岡正法）

左参賛（チャチャムチャン：領議政、左議政、右議政を補佐する高位官）。
- チュ・ヨンウ：チェ・ムソン（声：佐々健太）

右参賛（ウチャムチャン:領議政、左議政、右議政を補佐する高位官）。
- パク・ジェス：チョ・ヒボン（声：早川毅）

提調（チェジョ：諸官庁の長官または上官）。

### カン・ハンスの周辺の人物
- ドンチ：イ・ギュソン（声：岩崎諒太）

カン・ハンスの相棒。
- カン・オンジク：キム・ジョンテ（声：山本兼平）

カン・ハンスの亡父。律官(ユルグァン：法務を担当する官吏)。先王を助け、民と国のための法作りに尽力するが、収賄のぬれぎぬを着せられ亡くなった。
- イ氏：ミン・ジア（声：篠永百合）

カン・ハンスの母。夫が収賄のぬれぎぬを着せられ亡くなった後に首をつって死亡し、自死とされた。が、次第に自死に見せかけて殺されたことがわかる。
- カン・ウンス：ハン・ソウン（声：久保ユリカ）

カン・ハンスの妹。南村(ナムチョン)の酒場の女主人。

### イ・ヨンジュの周辺、王室関係
- ホン氏：シン・ドンミ（声：大関英里）

ソウォン閣の主人。実は王女ヨンジュ付きの尚宮（サングン）。
- イ・ヒュル／国王：ソン・ゴニ（声：浅沼雅人）

国王。ヨンジュのいとこ。ヨンジュの父である先王が亡くなった後、即位した。政治の実権をユ・ジェセに握られているが、王権を強くして民のためによき世を作りたいと願っている。
- 先王：ハン・ミン（声：松岡正法）

ヨンジュの亡父。民を思いやる理想的な君主だったが、ユ・ジェセとの権力争いに敗れ、突然亡くなった。
- 大王大妃（テワンテビ）：キム・エラン（声：篠永百合）

国王イ・ヒュルとヨンジュの祖母。
- チェ・ユン：イ・シフ（声：浅沼雅人）

ヨンジュの護衛。ホン氏のおい。

### その他の人たち
- チャン大房(テバン)：イ・ジュニョク（声：佐々健太）

張(チャン)家商団の大房(テバン：商団の頭)。
- チョ・チョルチュ：ホン・ワンピョ（声：大宮健司）

チャン大房の下で客主(ケクチュ：商団の実務責任者)をしていたが、趙(チョ)家商団の大房になる。
- チュサル：イ・チャンジョン（声：松岡正法）

商団の手下。
- パク氏：チェ・ジェファン

梅酒を売る。商売を張(チャン)家商団に妨害され、カン・ハンスに相談に来る。
- パク氏の母：ソン・ビョンソク

梅酒を売るパク氏の母。
- パク・ジェスの妻：ペ・ヘソン
- ミョンウォル：ノ・ヘンハ

パク・ジェスが贔屓にする妓生(キーセン)。
- ヨンシル：クォン・アレム

老婦パクを殺した女性。
- 村長：カン・シニル

清山タボク村の村長。
- チュ・デソン：チョ・ミンギュ

右参賛(ウチャムチャン)チョ・ヨンウの息子。殺人を犯す。
- イ・ボンサム：チェ・スンジン

チュ・ヨンウ宅の奴婢。隣人殺害の犯人扱いされる。
- クォン僉知(チョムジ：年長の男性への呼称)

殺人事件の被害者。
- クォン・ミョンウ：イ・ドゥソク

クォン僉知の弟。士林(サリム)派の官僚。
- チョンスン：イ・スビン

クォン家の奴婢。愛婢(エビ：主人に寵愛された女の奴婢)。
- チャンドル：ファン・テギ

クォン家の奴婢。
- チョ執事：チョン・ジュンファン

クォン家の執事。
- 忠原君(チュンウォングン)：キム・ソハ

王の叔父。チョンスンの元主人。
- チョン・ウス ：トン・ヒョンベ

チュサルの兄、農民。
- チョン・ウスの妻 ：ハン・ヘイン

## スタッフ
- 脚本：チェ・ジニョン
- 演出：キム・スンホ、イ・ハンジュン
- 制作：ピープルストーリーカンパニー、ワンコンテンツ

### 〈日本語版制作〉
- 翻訳：橋本有香里、福留友子
- 日本語訳監修：朝倉敏夫、高正子
- プロデューサー：許星振
- 音声：守田沙織
- 演出：市来満

## DVD（日本）
2025年3月5日、『朝鮮弁護士カン・ハンス～誓いの法典～』のタイトルで、日本版DVDが発売された。
- 品番：
  - ＜DVD-BOX1＞TCED-7975（1話～16話）
  - ＜DVD-BOX2＞TCED-7976（17話～32話）
- 発売元：ストリームメディアコーポレーション
- 販売元：TCエンタテインメント
- © MBC